# Ahmed Wardak
Ahmed Hamid Wardak (* 13. Januar 1988 in Wardak, Afghanistan) ist ein deutscher Cricketspieler.
Als Jugendlicher spielte er Cricket für einen Verein in Quetta, einer Stadt im Westen Pakistans. 2010 ging er zurück nach Afghanistan und spielte im ODN Provicial Elite Cup 2011. Daraufhin wurde er in den A-Kader der afghanischen Cricket-Nationalmannschaft berufen, ging jedoch 2012 nach Deutschland, wo er seit 2015 die deutsche Nationalmannschaft vertritt.

## National
In der Deutschen Cricket Bundesliga spielt er für den SG Findorff und wurde mit diesen auch bereits deutscher Meister.

## International
Er wurde für das Turnier der ICC World Cricket League Division Five 2017 in Südafrika in die deutsche Mannschaft berufen, bei dem er am 3. September 2017 das Auftaktspiel gegen Ghana bestritt.
Im Mai 2019 wurde er für eine Serie der deutschen Twenty20 International (T20I) Mannschaft gegen Belgien berufen, die die ersten T20Is, der deutschen Cricket-Mannschaft waren. Sein T20I-Debüt fand während der Serie am 11. Mai 2019 statt.
Im selben Monat wurde er in das deutsche Aufgebot für die Europäische Regionsfinale für die Qualifikation zur T20-Weltmeisterschaft in Guernsey nominiert.